# Лоро Пичено
Ло̀ро Пичѐно (на италиански: Loro Piceno) е село и община в Централна Италия, провинция Мачерата, регион Марке. Разположено е на 436 m надморска височина. Населението на общината е 2457 души (към 2012 г.).